# Tuniská hymna
Hymna Tuniska je píseň Humat Al-Himá (arabsky حماة الحمى‎, česky Obránci vlasti). Původně se jedná o báseň egyptského autora Mostafa Saadeq Al-Rafe'ie ze třicátých let 20. století, k níž později připsal další sloky Aboul-Qacem Echebbi. Autorem hudby je Mohammed Abdel Wahab, který složil také libyjskou hymnu a hymnu Spojených arabských emirátů.
Skladba byla hymnou nacionalistické strany Neo Destúr a po svržení monarchie v roce 1957 byla do roku 1958 provizorní státní hymnou, když nahradila dosavadní hymnu Salam al-Bey. Poté ji nahradila píseň Ala Khallidi. Po nástupu prezidenta bin Alího v listopadu 1987 se stala znovu státní hymnou.
Zpěvačka americko-tibetského původu Kesang Marstrand nahrála v roce 2011 verzi této hymny, která se stala symbolem tuniské revoluce.

## Text
| \| كورال: حماة الحمى يا حماة الحمى هلموا هلموا لمجد الزمن لقد صرخت في عروقنا الدماء نموت نموت ويحيا الوطن لتدو السماوات برعدها لترم الصواعق نيرانها إلى عز تونس إلى مجدها رجال البلاد وشبانها فلا عاش في تونس من خانها ولا عاش من ليس من جندها نموت ونحيا على عهدها حياة الكرام وموت العظام هلموا هلموا لمجد الزمن لقد صرخت في عروقنا الدماء نموت نموت ويحيا الوطن ورثنا السواعد بين الأمم صخورا صخورا كهذا البناء سواعد يهتز فوقها العلم نباهي به ويباهي بنا وفيها كفا للعلى والهمم وفيها ضمان لنيل المنى وفيها لأعداء تونس نقم وفيها لمن سالمونا السلام هلموا هلموا لمجد الزمن لقد صرخت في عروقنا الدماء نموت نموت ويحيا الوطن إذا الشعب يوما أراد الحياة فلا بدّ أن يستجيب القدر ولا بد لليل أن ينجلي ولا بد للقيد أن ينكسر \| | Kūrāl: Ħumāt el-ħimá yā ħumāt el-ħimá Halummū halummū li-majdi iz-zaman Laqad ṣarakhat fī ‘urūqinā ed-dimā Namūtu namūtu wa-yaħyā el-waṭan Li-tadwi is-samāwātu bi-ra‘dihā Li-tarmi iṣ-ṣawā‘iqu nīrānahā Ilá ‘izzi Tūnis ilá majdihā Rijāl el-bilādi wa-shubbānahā Fa-lā ‘āsha fī Tūnis man khānahā Wa-lā ‘āsha man laysa min jundihā Namūtu wa-naħyā ‘alá ‘ahdihā Ħayāt al-kirāmi wa-mawt el-‘iẓām Kūrāl Wa-rithnā es-sawā‘ida bayn el-’umam Ṣukhūran ṣukhūran ka-hadhā el-binā’ Sawā‘idu yahtazzu fawqahā el-‘alam Nubāhī bihi wa-yubāhī binā Wa-fīhā kafā lil-‘ulá wa-el-himam Wa-fīhā ḍamānun li-nayli il-muná Wa-fīhā li-’a‘dā’i Tūnis niqam Wa-fīhā li-man sālamūnā es-salām Kūrāl Idhā ash-sha‘bu yawman arāda el-ħayāh Fa-lā budda an yastajīb el-qadar Wa-lā budda lil-layli an yanjalī Wa-lā budda lil-qaydi an yankasir Kūrāl | Refrén: Obránci vlasti, ó obránci vlasti Shromážděte se ke slávě naší doby. V našich žilách kypí krev Umíráme za svou zem. Ať nebesa hřmí hromem Nechť blesky dští ohněm. Muži a mládeži Tuniska Povstaňte k jeho velikosti a slávě. V Tunisku není místa pro zrádce, Jen pro ty, kdo zem brání. Žijeme a umíráme věrní Tunisku, Důstojným životem a statečnou smrtí. Refrén Jako národ jsme zdědili Paže silné jak žulové věže. Držící vzhůru naši hrdou vlajku, Pyšní na ni, ona pyšná na nás Ruce, které dosahují úspěchů a slávy, Jistě naplní naše naděje A uštědří porážku nepřátelům, A nabídnou mír přátelům. Refrén Když lid touží žít, Osud jistě zasáhne. Útlak potom pomine. Okovy se rozlomí. Refrén |
| كورال: حماة الحمى يا حماة الحمى هلموا هلموا لمجد الزمن لقد صرخت في عروقنا الدماء نموت نموت ويحيا الوطن لتدو السماوات برعدها لترم الصواعق نيرانها إلى عز تونس إلى مجدها رجال البلاد وشبانها فلا عاش في تونس من خانها ولا عاش من ليس من جندها نموت ونحيا على عهدها حياة الكرام وموت العظام هلموا هلموا لمجد الزمن لقد صرخت في عروقنا الدماء نموت نموت ويحيا الوطن ورثنا السواعد بين الأمم صخورا صخورا كهذا البناء سواعد يهتز فوقها العلم نباهي به ويباهي بنا وفيها كفا للعلى والهمم وفيها ضمان لنيل المنى وفيها لأعداء تونس نقم وفيها لمن سالمونا السلام هلموا هلموا لمجد الزمن لقد صرخت في عروقنا الدماء نموت نموت ويحيا الوطن إذا الشعب يوما أراد الحياة فلا بدّ أن يستجيب القدر ولا بد لليل أن ينجلي ولا بد للقيد أن ينكسر       | | |